# 杨晓超
杨晓超（1958年11月—），江苏南京人，1977年3月参加工作，1990年12月加入中国共产党。毕业于原北京经济学院经济系政治经济学专业，首都经济贸易大学会计学专业在职研究生学历，经济学硕士，高级审计师、会计师。曾任中共中央纪委副书记、秘书长，国家监察委员会副主任；他还曾是中国共产党第十九届中央纪律检查委员会委员。现任全国人大常委、全国人大监察和司法委员会主任委员、全国人大常委会代表资格审查委员会主任委员。

## 生平
曾任北京市财政局商业企业财务管理处副处长、处长，北京市地方税务局副局长、党组副书记。2002年11月，任北京市审计局局长、党组书记。2008年2月，任北京市财政局局长、党组书记。
2013年，被选为全国人大代表。2013年7月，任北京市人民政府副市长。
2014年9月，任中共北京市委常委、政法委书记，不再担任北京市人民政府副市长。
2015年7月，升任中共中央纪委秘书长（正部长级）、中央巡视工作领导小组成员；同年8月，不再担任中共北京市委常委。
2017年10月，当选为中共中央纪委副书记，同时继续兼任中央纪委秘书长。2018年3月，兼任国家监察委员会副主任。2022年10月，卸任中共中央纪委副书记、国家监察委员会副主任职务。
2023年3月11日，在第十四届全国人民代表大会第一次会议上当选全国人大常委；12日，当选全国人大监察和司法委员会主任委员。同年4月26日，在第十四届全国人民代表大会常务委员会第二次会议上当选全国人大常委会代表资格审查委员会主任委员。